# AC Petite
L'AC Petite est une microvoiture britannique fabriquée par l'entreprise automobile AC Cars de 1952 à 1957.